# Svartekunst
Svartekunst er den tredje EP fra det norske black metal-band Taake. Den blev udgivet af Dark Essence Records i 2008 i et begrænset oplag på 1.000 eksemplarer og er bandets første officielle udgivelse med livemateriale.

## Spor
1. "Eismalsott (live)" – 03:08
2. "Tykjes Fele (live)" – 02:16
3. "Over Fjell og Gjennom Torner (live Darkthrone cover)" – 02:29
4. "Voldtekt (live)" – 03:37